# Alsophis sanctonum
Alsophis sanctonum е вид змия от семейство Смокообразни (Colubridae). Видът е застрашен от изчезване.

## Разпространение и местообитание
Разпространен е в Гваделупа.
Обитава градски и гористи местности и градини.